# Endless Pain
Endless Pain – debiutancki album studyjny grupy Kreator wydany w 1985 roku.

## Lista utworów
| Nr  | Tytuł utworu         | Długość |
| --- | -------------------- | ------- |
| 1.  | „Endless Pain”       | 3:32    |
| 2.  | „Total Death”        | 3:28    |
| 3.  | „Storm of the Beast” | 5:01    |
| 4.  | „Tormentor”          | 2:56    |
| 5.  | „Son of Evil”        | 4:16    |
| 6.  | „Flag of Hate”       | 4:42    |
| 7.  | „Cry War”            | 3:45    |
| 8.  | „Bonebreaker”        | 2:58    |
| 9.  | „Living in Fear”     | 3:12    |
| 10. | „Dying Victims”      | 4:51    |
|     |                      | 38:41   |

## Twórcy
- Mille Petrozza - gitara, śpiew
- Jürgen Reil - perkusja, śpiew
- Rob Fioretti - gitara basowa

## Wydania

### Reedycja
Dodatkowe utwory pochodzące ze zremasterowanego dema End of the World.
11. "Armies of Hell" - 5:17
12. "Tormentor" - 2:56
13. "Cry War" - 4:22
14. "Bonebreaker" - 4:01